# 1972 en France
Chronologie de la France
- 1968
- 1969
- 1970
- 1971
- 1972
- 1973
- 1974
- 1975
- 1976

Cette page concerne l'année 1972 du calendrier grégorien en France.

## Événements

### Janvier
- 3 janvier : loi n° 72-1 sur le travail temporaire[1]. Elle réglemente le travail intérimaire.
- 7 janvier :
  - le gouvernement français promulgue le décret n° 72-9 relatif à l'enrichissement de la langue française, prévoyant la création de commissions ministérielles de terminologie pour l'enrichissement du vocabulaire français[2].
  - le « Comité National » constitué pour édifier un monument à la mémoire du général de Gaulle († le 9 novembre 1970) présente à la presse la maquette du mémorial de Colombey. Le monument est inauguré le 18 juin[3].
- 11 janvier : publication du programme de gouvernement du PS[4].
- 14-16 janvier: incidents dans les prisons d'Écrouves, de Nancy et de Fleury-Mérogis[5]. Le 15 janvier la violente mutinerie à la prison Charles-III à Nancy engendre le premier procès de l'univers carcéral français[6].
- 19 janvier : publication de la feuille d'impôt de Jacques Chaban-Delmas par le Canard enchaîné[4].
- 24 janvier et 23 février : circulaires Marcellin-Fontanet, qui interdisent la régularisation de tout étranger entré sur le territoire sans autorisation de travail et sans attestation de logement[7].

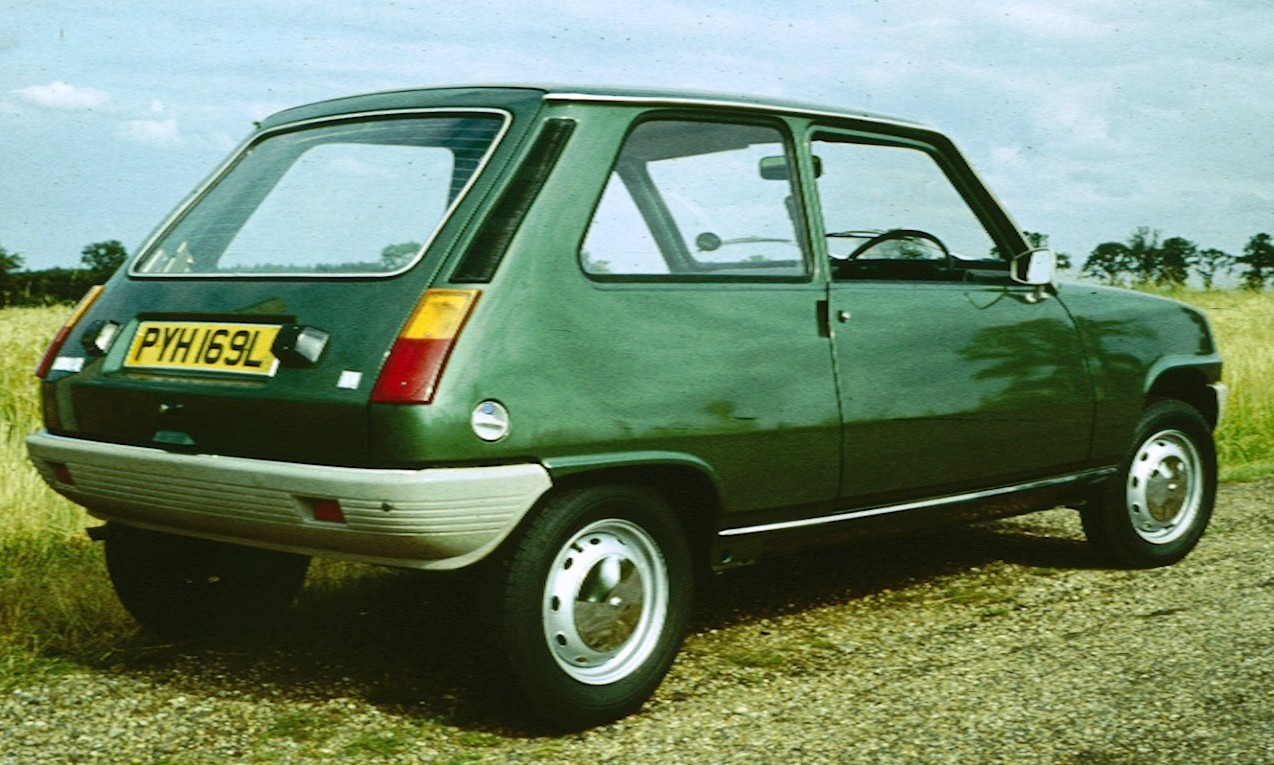
Renault 5TL 1972

- 28 janvier : lancement de la Renault 5[8].

### Février
- 9 février-12 mars : reprise de la grève des ouvriers de Peñarroya de Saint-Denis et de Lyon[5].
- 25 février : assassinat du militant maoïste Pierre Overney par un vigile à la sortie de l'usine Renault de Billancourt[9].
- 28 février : manifestation de protestation après la mort de Pierre Overney[9].

### Mars
- 8 mars : entrée en vigueur du décret sur la contraception[10].
- 13 mars-9 mai : grève du Joint Français à Saint-Brieuc, qui s'achève huit semaines plus tard avec une victoire des salariées[11].
- 20 mars : premiers essais du Turbotrain TGV 001[12].

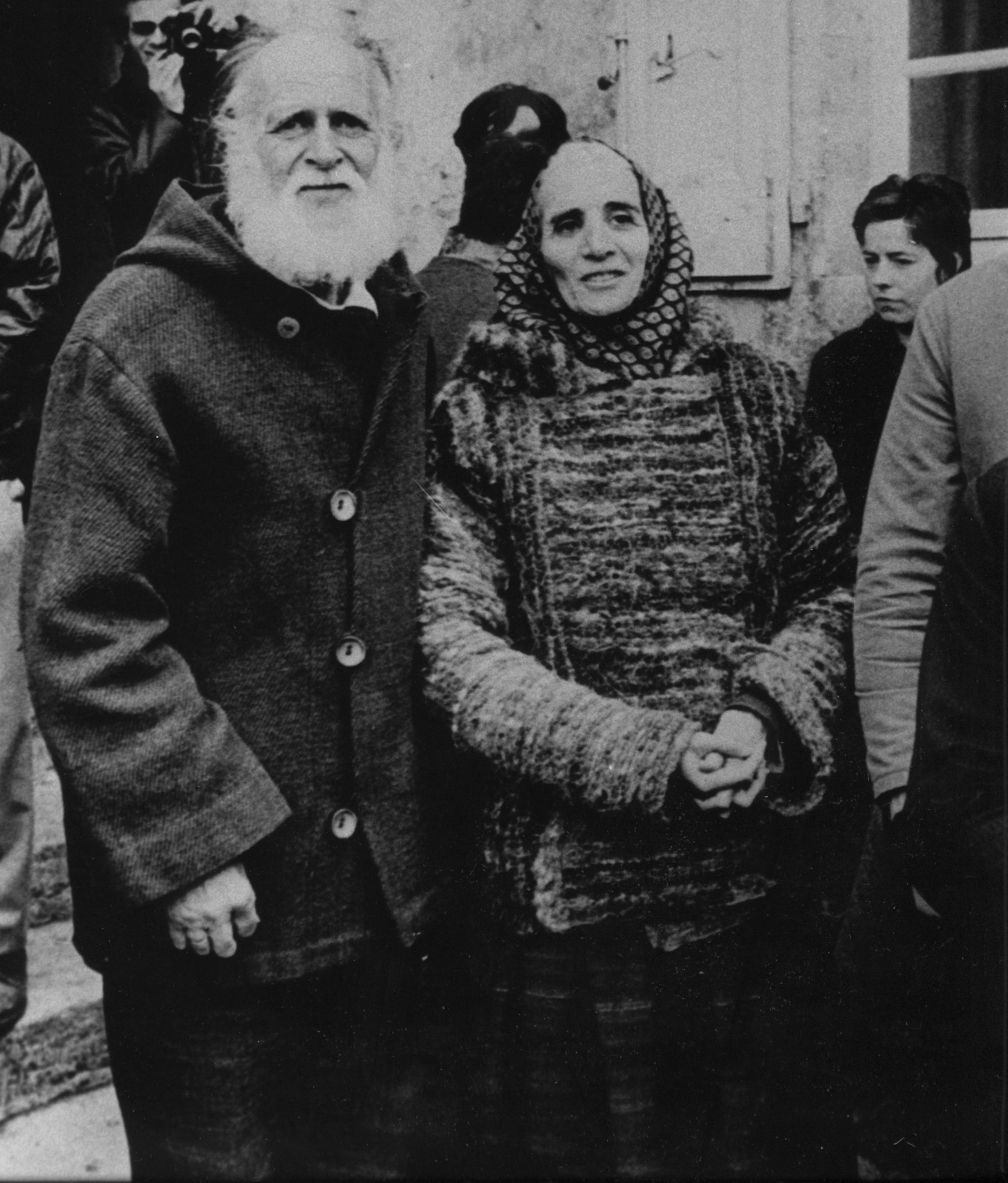
Lanza del Vasto et son épouse Chanterelle lors de son jeûne de soutien aux paysans.

- 19 mars : Lanza del Vasto, fondateur de la communauté de l'Arche commence une grève de la faim de quinze jours à la Cavalerie pour soutenir les agriculteurs du Larzac[5].
- 22 mars : incidents violents au lycée Montaigne à Paris[9].
- 24 mars : grève des ouvrières de l'usine Samex de Millau ; le 6 avril les 103 apportent leur soutien aux grévistes[13].
- 28 mars : « Serment des 103 ». Cent trois agriculteurs du Larzac prêtent le serment de rester solidaires de ne pas vendre leurs terres à l'armée[5].

### Avril
- 6 avril : Brigitte Dewèvre, 16 ans, est retrouvée morte dans un terrain vague. Le 13 avril, le juge d’instruction Henri Pascal arrête et inculpe le notaire Pierre Leroy et sa maîtresse Monique Béghin-Mayeur. C'est le début de l'affaire de Bruay-en-Artois[14].
- 7 avril : les squatteurs qui occupaient le pavillon de Rika Zaraï à Issy-les-Moulineaux depuis le 31 décembre 1971 sont expulsés avec l'intervention de la police[15].
- 23 avril : référendum sur l'élargissement des Communautés européennes au Royaume-Uni, à l’Irlande, au Danemark et à la Norvège : 40 % d'abstentions, 11,61 % de blancs, 67,7 % de oui[16].

### Mai
- 12 mai : sortie du film Avoir vingt ans dans les Aurès de René Vautier[17].
- 14 mai : création du Groupe d'information santé (GIS)[17].

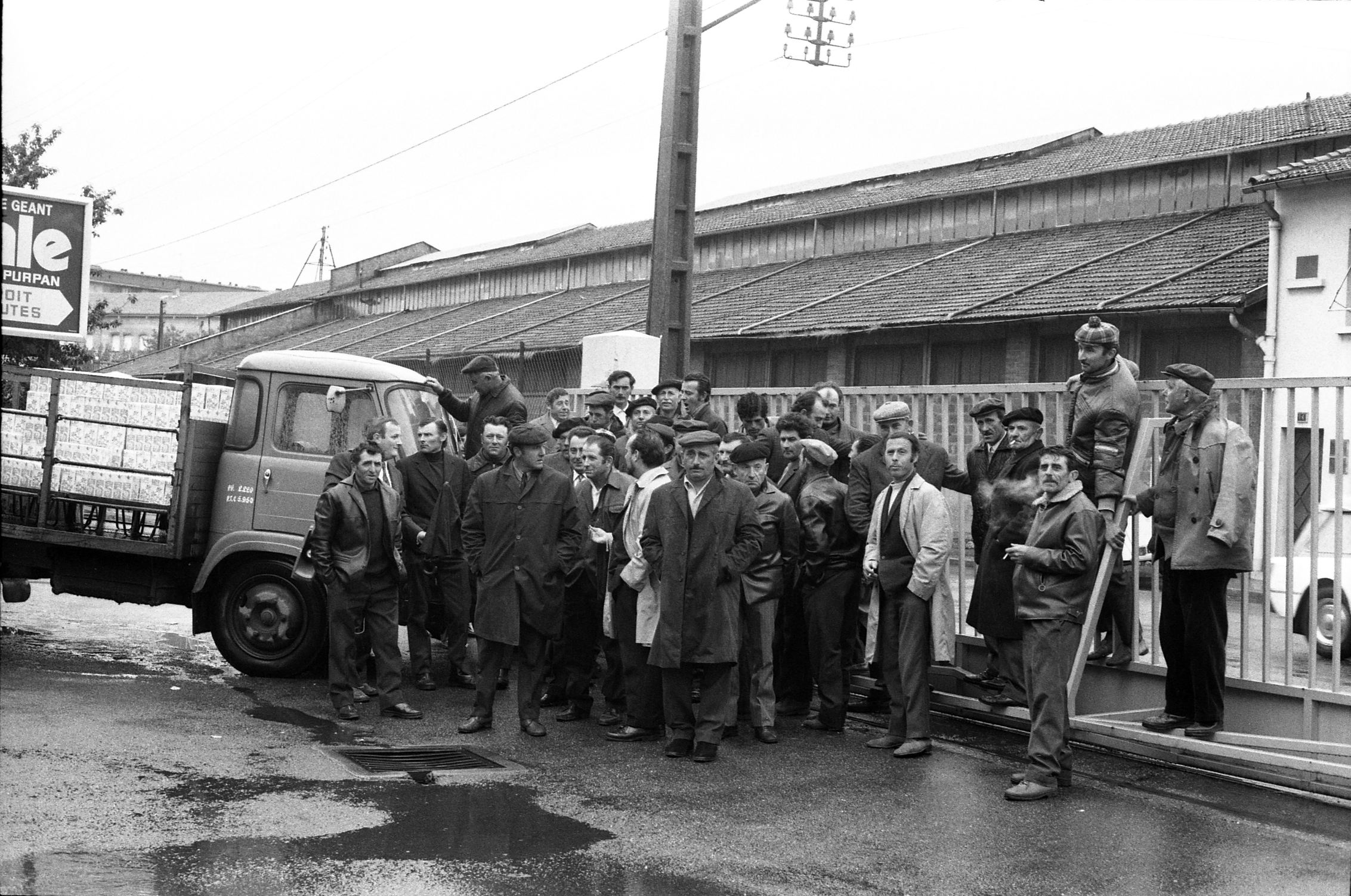
Manifestation des producteurs de lait de la Haute-Garonne devant les usines Préval à Toulouse, 12 5 1972.

- 23 mai–4 juin : bataille du lait ; des camions de collecte de lait sont interceptés par des groupes de paysans qui réclament une augmentation du prix du lait aux laiteries et coopératives. La « grève du lait » s'étend rapidement à l'ensemble du Finistère et du Morbihan et à une partie de la Loire-Atlantique et se solde par un accord qui n'est pas appliqué par les coopératives et transformateurs privés[11].
- 24 mai : le Premier ministre Chaban-Delmas obtient un vote de confiance massif des députés (368 voix contre 96).

### Juin
- 10 juin : vingt-sept familles d'ouvriers yougoslaves, marocains, portugais et français occupent deux immeubles de la rue Jeanne-d'Arc à Issy-les-Moulineaux. Un comité des mal-logés constitué pour défendre les squatteurs[18].
- 14 juin : inauguration de « 75 ans de cinéma », une exposition organisée par Henri Langlois au palais de Chaillot, qui préfigure la création du futur musée du Cinéma[19].
- 16 juin : effondrement du tunnel de Vierzy, près de Soissons, dans l'Aisne (département) : 108 morts[20].

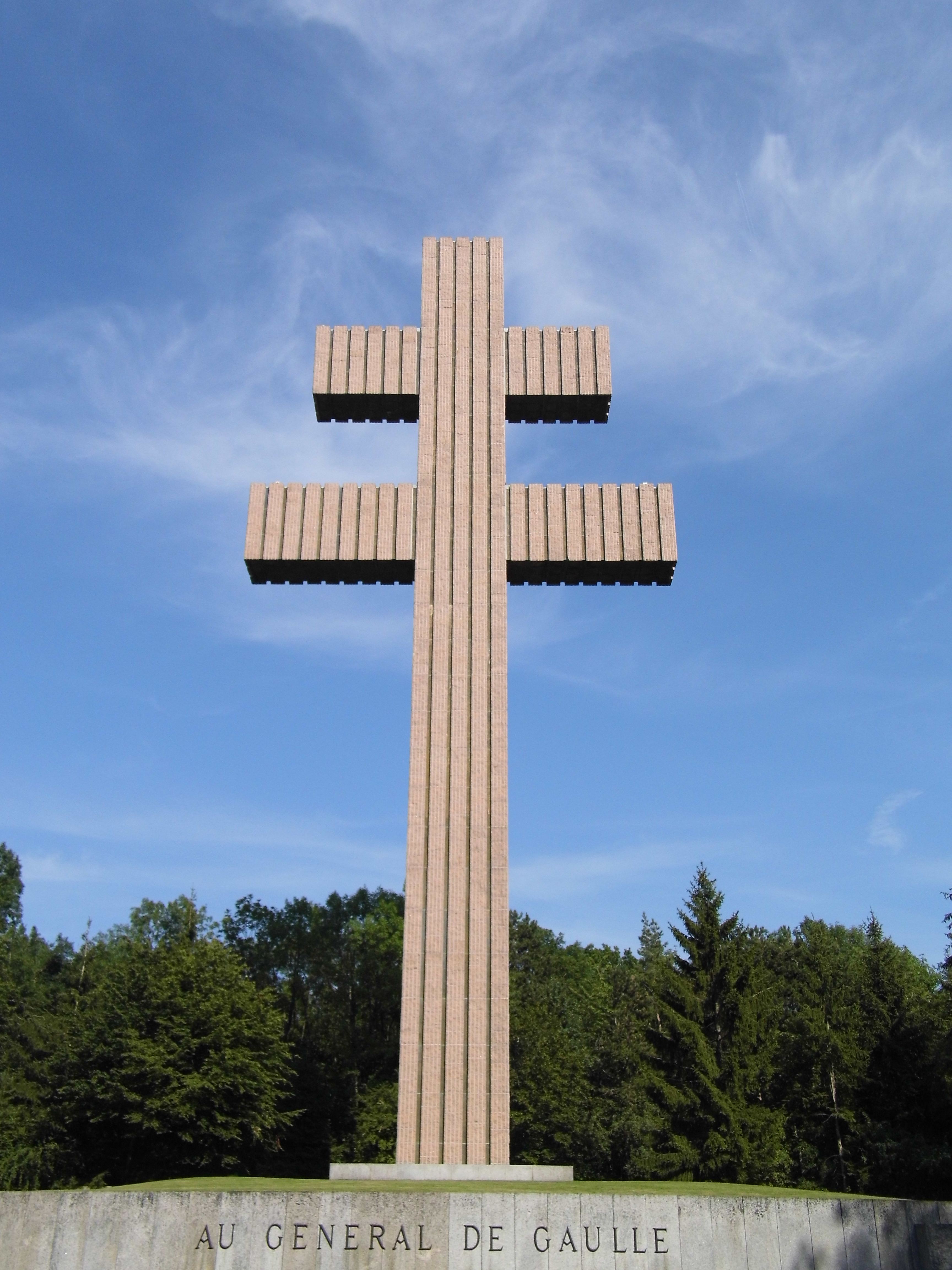
Le mémorial Charles-de-Gaulle

- 18 juin : inauguration à Colombey-les-Deux-Églises, à l'occasion du 32e anniversaire du célèbre Appel à la Résistance, lancé sur les ondes de la BBC par le général de Gaulle, d'un monument en hommage à l'ancien chef de la France libre - une immense croix de Lorraine construite sur le lieu le plus élevé de la commune - par le président de la République Georges Pompidou[3].
- 27 juin : programme commun de gouvernement signé entre le PS, le PCF et le MRG[21].
- 30 juin : le premier restaurant McDonald's de France s'ouvre à Créteil sous franchise accordée à Raymond Dayan, qui ouvre 13 autres restaurants. Ils prennent le nom de O'Kitch en décembre 1982 après un procès avec la firme américaine[22].

### Juillet
- 1er juillet : 
  - loi « relative à la lutte contre le racisme » créant le délit d'incitation à la haine par des propos ou des écrits tenus en public, dite Loi Pleven[23].
  - le ketch canadien Vega appartenant à David McTaggart, rebaptisé Greenpeace III, qui proteste contre les essais nucléaires français sur l’atoll de Mururoa, est arraisonné dans le Pacifique Sud par le chasseur de mines français La Paimpolaise[24].
- 3 juillet : loi modifiant le statut de l'ORTF. Création d'un président directeur général et volonté de décentralisation[25].

- 5 juillet :
  - démission du Premier ministre Jacques Chaban-Delmas, remplacé par Pierre Messmer, malgré un vote de confiance de la Chambre[21].
  - création d'un Comité interministériel de sécurité routière[27].
- 13 juillet : affaire du bal d'Issy-les-Moulineaux. Dans la nuit du 13 au 14 juillet, un commando de la CFT attaque un bal organisé par un Comité des mal-logés constitué pour défendre des squatters yougoslaves installés dans un immeuble de la rue Jeanne-d'Arc à Issy-les-Moulineaux. Deux jeunes femmes sont enlevées et l'une d'elles est violée[18].
- 14 juillet : manifestation de 20 000 personnes à Rodez contre l'extension du camp militaire du Larzac[28].

### Août
- 17 août : une analyse révèle la présence d'une concentration excessive d'hexachlorophène dans du talc pour bébés[29] ; début de l'affaire du talc Morhange, responsable de la mort de trente-six enfants et de 167 intoxications dont huit ont entraîné des infirmités à vie[30].

### Septembre
- 6 septembre : le gouvernement rend public son plan social[31].
- 13 septembre : Le Canard enchaîné dévoile les dessous de l'Affaire Aranda

### Octobre
- 4 octobre : à Angoulême, un déséquilibré, Serge Allafort, tue cinq personnes et en blesse cinq autres au magasin les Nouvelles Galeries, à l'aide d'une arme à feu[32].
- 5 octobre : fondation par Jean-Marie Le Pen du Front national (FN), issu de formations d'extrême droite telle qu'Ordre Nouveau, ou Occident[33].

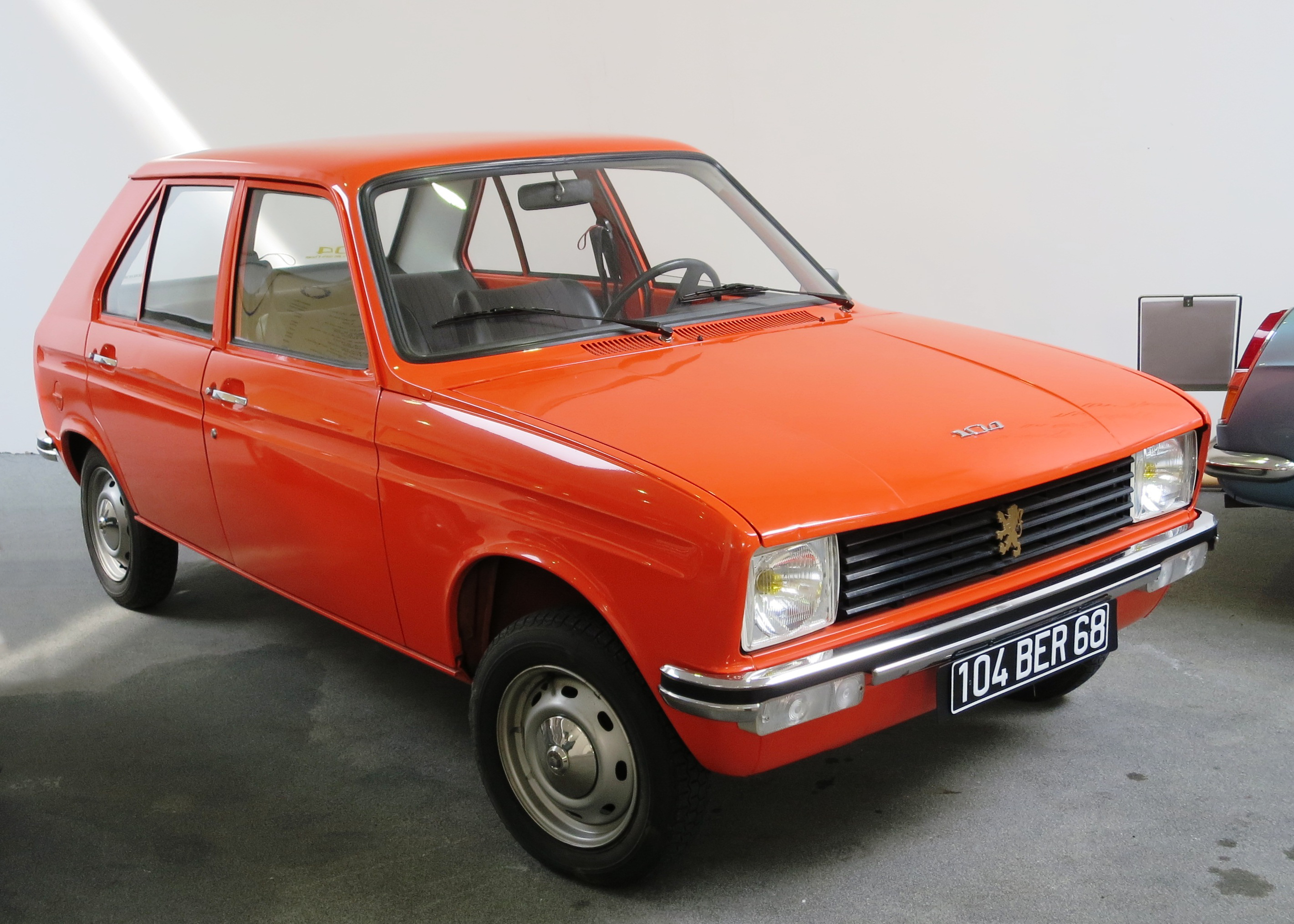
Peugeot 104 Berline, modèle fabriqué dans la nouvelle usine de Mulhouse en 1972.

- 7 octobre : présentation de la Peugeot 104 au Salon de l'automobile de Paris[34].
- 11 octobre, procès de Bobigny : une jeune fille de 16 ans défendue par Gisèle Halimi est relaxée après avoir avorté, à la suite d'un viol, en accord avec sa mère. Le 8 novembre a lieu le procès très médiatisé de la mère, des complices et de l'avorteuse[35].
- 25 octobre : un troupeau de soixante brebis est conduit par des paysans du Larzac sur les pelouses du Champ-de-Mars à Paris[36].
- 27 octobre : un Vickers 724 d'Air Inter reliant Lyon et Clermont-Ferrand s'écrase près de Noirétable (Loire)[20]. 60 des 68 occupants de l'avion trouvent la mort.

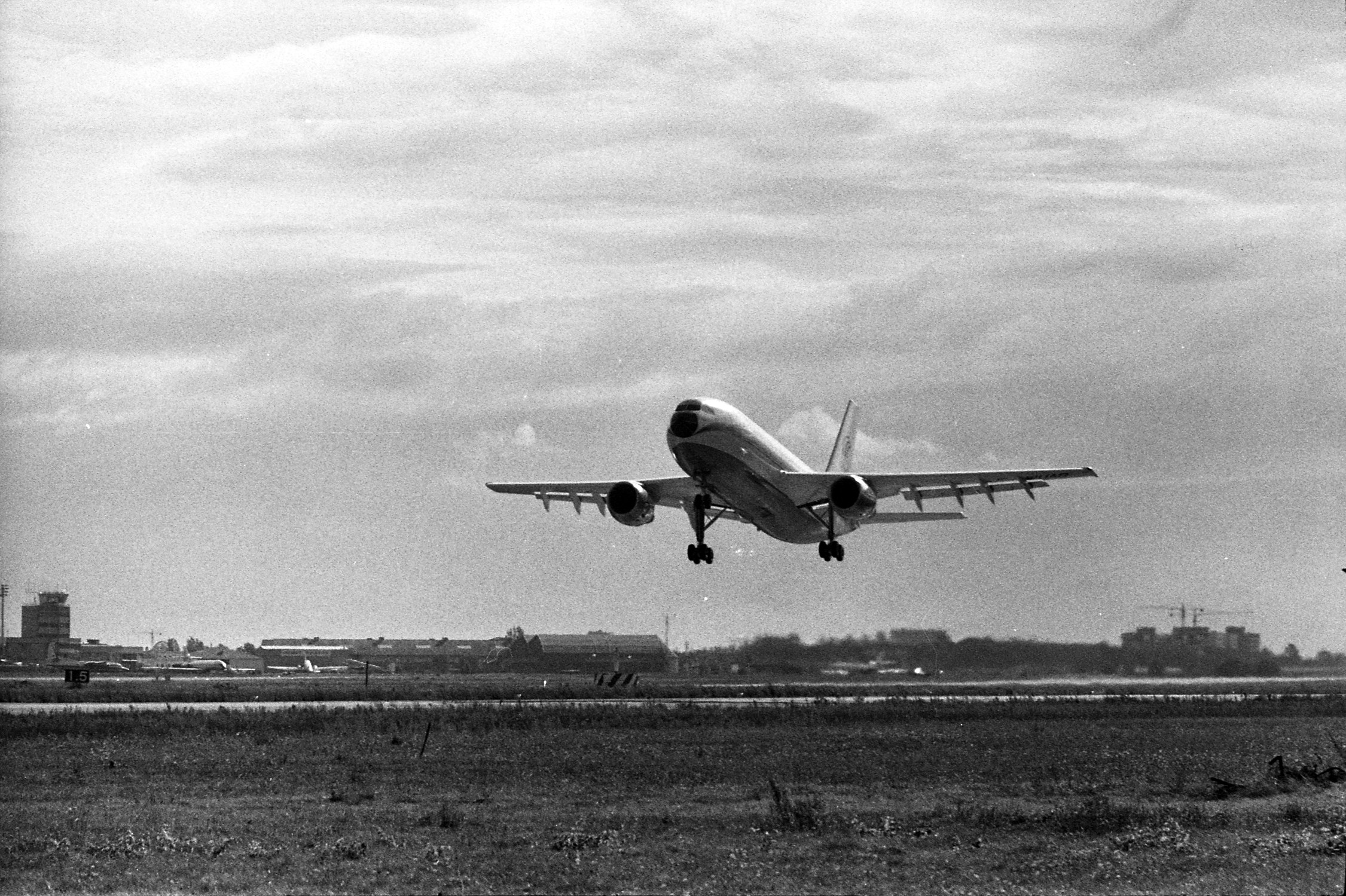
Premier vol de l'Airbus A300.

- 28 octobre : premier vol de l'Airbus A300[37].

### Novembre
- 6 novembre, quartier de la Goutte-d'Or : Saïd et Faouzia Bouziri entament une grève de la faim contre leur arrêté expulsion au motif de leurs activités politiques[38].
- 19 novembre : une manifestation rassemble près de 2 000 personnes au square de La Chapelle pour soutenir Saïd et Faouzia Bouziri[38].
- 28 novembre : exécution de Roger Bontems et de Claude Buffet à Paris, malgré la défense de leurs avocats dont Robert Badinter[39].
- 29 novembre : Mohamed Diab, un travailleur immigré algérien, est assassiné dans le commissariat de Versailles par le sous-brigadier René Marquet, qui invoque la légitime défense[5].

### Décembre
- 1er décembre : rassemblement de la Gauche au Palais des Sports en faveur du Programme commun[21].
- 13 - 17 décembre : XXe congrès du PCF, Georges Marchais secrétaire général[21].
- 24 décembre : affaire Méchinaud ou affaire des disparus de Boutiers[40].
- 26 décembre : signature par le préfet de l'Aveyron de la déclaration d'utilité publique de l'extension du camp du Larzac[41].
- 29 décembre : loi qui généralise à tous les salariés l'affiliation de à un régime complémentaire de retraite[42].

## Naissances en 1972
- 1er janvier : Lilian Thuram, footballeur international français.
- 23 janvier : Léa Drucker, actrice française
- 29 janvier : Nicolas Le Riche, danseur étoile à l'Opéra de Paris.
- 8 février : Guillaume Gallienne, acteur.
- 10 mars : Ramzy Bedia, acteur, scénariste et réalisateur français.
- 21 mars : Kilien Stengel, auteur.
- 16 mai : Christian Califano (dit Cali), joueur de rugby à XV international français.
- 23 juin : Zinédine Zidane, footballeur international français.
- 7 août : Ghislain Lemaire, judoka français.

## Décès en 1972
- 29 juin : Boby Lapointe, auteur-interprète français (°16 avril 1922).
- 21 septembre : Henry de Montherlant, romancier, essayiste, auteur dramatique et académicien français. (° 20 avril 1895).